# Popowia greveana
Popowia greveana là loài thực vật có hoa thuộc họ Na. Loài này được (Baill.) Ghesq. miêu tả khoa học đầu tiên năm 1939.